# 285 Regina
285 Regina eller 1951 AC1 är en asteroid i huvudbältet, som upptäcktes den 3 augusti 1889 av den franske astronomen Auguste Charlois. Den namngavs senare Regina, men bakgrunden till namnet är inte närmare känd.
Reginas senaste periheliepassage skedde den 5 december 2019. Dess rotationstid har beräknats till 9,54 timmar.